# 骆源
骆源（1958年9月—），河北保定人，中国共产党中央纪律检查委员会常务委员、副書記，中国人民解放军海军中将。
1976年2月参加中国人民解放军，1978年8月加入中国共产党。曾先后担任海军东海舰队政治部副主任、福建基地政治委员、解放军军事法院副院长、总政治部纪律检查部部长等职。2015年12月，担任中央军委纪律检查委员会正军职专职委员兼办公厅主任。2017年1月，升任中央军委纪委专职副书记。同年10月，当选第十九届中共中央纪律检查委员会常务委员。
2011年12月，晋升少将军衔。2018年7月，晋升中将军衔。